# میهران تساروکیان
میهران روبرتی تساروکیان (ارمنی: Միհրան Ռոբերտի Ծառուկյան؛ زادهٔ ۲۲ سپتامبر ۱۹۸۷) یک بازیگر و خواننده اهل ارمنستان است. وی از سال ۲۰۰۵ میلادی تاکنون مشغول فعالیت بوده‌است. نخستین نماهنگ وی در سال ۲۰۱۱ میلادی منتشر شده‌است.

## زندگی‌نامه
وی در ۲۲ سپتامبر ۱۹۸۷ در ایروان به دنیا آمد.  

## گزیده فیلم‌شناسی
وی همچنین در مجموعه تلویزیونی فول هاوس در نقش «گُر» ایفای نقش نموده‌است.